# Ordynariat Polowy Kolumbii
Ordynariat Polowy Kolumbii (hiszp. Obispado Castrense de Colombia) – ordynariat polowy Kościoła rzymskokatolickiego w Kolumbii podległy bezpośrednio Rzymowi. Został erygowany 13 października 1949 roku.

## Ordynariusze
- Crisanto Luque Sánchez (1950–1959)
- Luis Concha Córdoba (1959–1972)
- Aníbal Muñoz Duque (1972–1984)
- Mario Revollo Bravo (1984–1985)
- Víctor Manuel López Forero (1985–1994)
- Álvaro Raúl Jarro Tobos (1997–2001)
- Fabio Suescún Mutis (2001–2020)
- Víctor Manuel Ochoa Cadavid (2021–2025)